# مدينة بيتكوين
مدينة بيتكوين (بالإنجليزية: Bitcoin City) هو مشروع مدينة ذكية مخطط له في لا يونيون، السلفادور. والهدف من المدينة المخطط لها أن تكون ملاذًا ضريبيًا، وأن تستخدم الطاقة الحرارية الأرضية لتشغيل تعدين البيتكوين. وقد كانت جدوى اعتمادها على كل من الطاقة الحرارية الأرضية والبيتكوين موضع انتقادات، إلى جانب المخاوف بشأن التأخير في تمويل المشروع وإنشائه.

## الوصف
في نوفمبر 2021، أعلن رئيس السلفادور نجيب بقيلة أنه يخطط لبناء مدينة بيتكوين في المنطقة الجنوبية الشرقية من لا يونيون عند قاعدة بركان كونشاجوا، والتي ستستخدم الطاقة الحرارية الأرضية لتشغيل تعدين البيتكوين. وقد انتقد عالم البيئة ريكاردو نافارو المشروع. وقال لصحيفة التلغراف: «لا تزال الطاقة الحرارية الأرضية تكلف أكثر من النفط، وإلا لكنا قد استخدمنا المزيد منها بالفعل. ما سيحدث في النهاية هو أننا سنشتري المزيد من النفط». تم تصميم المبادرة على غرار المناطق الاقتصادية الخاصة، ويستشهد أنصار الخطة بسنغافورة ودبي وشنتشن كأمثلة ناجحة. في الواقع، لم تحقق العديد من المناطق الاقتصادية الخاصة التي يزيد عددها عن خمسة آلاف والتي تم إنشاؤها في سبعين دولة فوائد اقتصادية على مستوى المجتمع. كما فشلت مشاريع اليوتوبيا المشفرة السابقة، مثل مدينة أيكون وكريبتولاند وإم إس ساتوشي، في الاكتمال.
سيتم تمويل المدينة المخطط لها من خلال سندات بيتكوين بقيمة مليار دولار أمريكي صادرة عن شركة الطاقة المملوكة للدولة لاجيو. تُعرف أيضًا باسم «سندات البركان»، حيث سيمول نصف الدخل من المبيعات بناء مدينة بيتكوين وتعدين العملات المشفرة. سيتم استثمار النصف الآخر في بيتكوين على أمل ارتفاع قيمتها. ومن المتوقع أن يكون معظم المشترين من مستثمري العملات المشفرة، مثل رئيس مؤسسة بيتكوين بروك بيرس. قد يُمنح البعض الجنسية السلفادورية اعتمادًا على مقدار السندات التي يشترونها.
ووعد بوكيلي بجعل المدينة ملاذًا ضريبيًا، قائلاً:
لن يكون لدينا ضريبة دخل إلى الأبد. لا ضريبة دخل، ولا ضريبة أملاك، ولا ضريبة مشتريات، ولا ضريبة مدينة، ولا انبعاثات ثاني أكسيد الكربون... الضرائب الوحيدة التي ستُفرض في مدينة البيتكوين هي ضريبة القيمة المضافة، وسيتم استخدام نصفها لدفع سندات البلدية والباقي للبنية التحتية العامة وصيانة المدينة.
واجه المشروع انتقادات مختلفة، تتراوح بين المخاوف بشأن التأخير في التمويل والبناء، إلى الشكوك في أن السلفادوريين سيتبنون البيتكوين طواعية، وأن المستثمرين سيكونون قادرين على تعويض التكاليف إذا تخلف السلفادور عن السداد، وأن حكومة بوكيلي أدلت بتصريحات مضللة بشأن تقدم المشروع.